# Znaki
«Znaki» — российская рок-группа.

## История

### «Бардак»
Первые попытки создания рок группы был предприняты в 1990 году 15-летним Алексеем Юзленко (гитара, вокал), а также его товарищами Олегом Мирошкиным (бас-гитара) и Михаилом Явных (гитара). Вскоре к ним присоединяются Сергей Фоминов (ударные) и Денис Терешкин (флейта). По причине неумения барабанщика играть на инструменте, группа нашла себе репетиционную базу в районном Доме Пионеров. Заодно там учился играть на ударных Фоминов. Группа взяла название «Бардак». После полугода репетиций «Бардак» дал свой первый концерт. После этого группа дала ещё несколько концертов. Через год группу покинул Явных, ушедший в армию. За ним последовал и Терешкин. Группа не выступала, но писала новые песни.

### «Хейлон Боб»
Вскоре в армию ушёл Юзленко, и «Бардак» прекратил своё существование. Однако в 1995 году Юзленко вернулся из армии и решил восстановить группу. Репетиционная база осталась та же. Из ветеранов в группу вернулись Мирошкин и Явных. Состав пополнился новичками, такими как Сергей Герасимов (ударные) и Сергей Франчихин (гитара). Группа активно репетировала новый материал и получила новое название «Хейлон Боб». Первый концерт «Хейлона Боба» прошёл в клубе «Даймонд» в Сокольниках. Группа стала активно выступать. Вскоре началась запись альбома, которая обошлась музыкантам в 800 долларов, однако привела к уходу Герасимова и Франчихина. Герасимова заменил Георгий Вегера. Активная концертная деятельность продолжилась. Группа нашла себе продюсера, который участвовал в записи альбома. В 1999 году вышел альбом «Вифлеемская звезда». В том же году был снят видеоклип на песню «Зима», группа выступила на телевидении. Дальше последовал тур в поддержку альбома. Во время тура группу покинул Явных, и его место заняла Екатерина Хозьбаба. Группа нашла новую репетиционную базу в Измайловском парке, где устроила собственную студию записывала демоверсии новых песен, которые впоследствии попали к Игорю Данилкину (на тот момент директору группы Сплин). Группа перестала выступать, перейдя исключительно на работу в студии.

### «Znaki»
В 2004 году музыкальный коллектив изменил труднопроизносимое название «Хейлон Боб» на «Znaki». В группу пришёл клавишник Андрей Яночкин. Георгий Вегера покинул группу, а его место занял Александр Гречаников.
В апреле 2007 года состоялся выход первого альбома группы — «Наизнанку».
7 марта 2008 года группа «Znaki» выступила в «Олимпийском» на церемонии вручения премии «Чартова дюжина. Топ-13», учрежденной радиостанцией «Наше радио» и компанией «С.А.Т.», в качестве номинанта в категории «Дебют».
Специально для фильма «Жёлтый клевер», готовящегося к производству в рамках краудфандингового проекта Людмилы Томиловой в 2014 году, музыкантами были записаны композиции под названием «Верь мне» и «Если».

## Состав группы

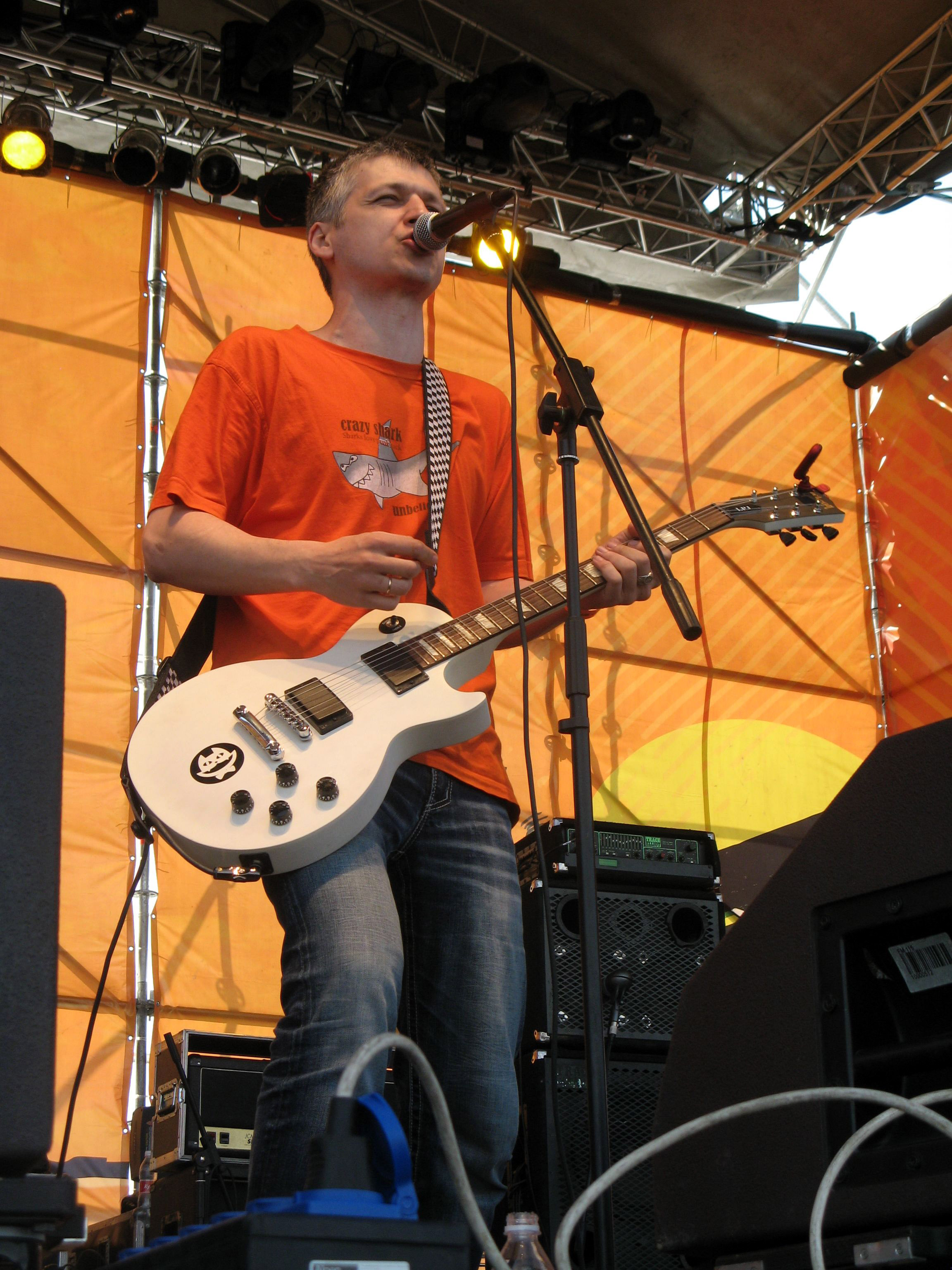
Алексей Юзленко на «Rock-Line»-2014

- Алексей Юзленко — вокал, гитара
- Андрей Яночкин — клавишные
- Сергей Письмеров — гитара
- Дмитрий Пронин — бас-гитара
- Сергей Иванов — барабаны
- Михаил Гераськов — директор

Музыканты, участвовавшие в группе
- Ярослав Абдулгадов — бас-гитара
- Виктор Коновалов — барабаны
- Сергей Фоминов — барабаны
- Денис Терёшкин — флейта
- Михаил Явных — гитара
- Артем (Тим) Иванов — барабаны
- Станислав Яковлев — гитара
- Олег Мирошкин — бас-гитара
- Елена Сигалова — гитара
- Александр Гречаников — барабаны
- Дмитрий Цветков — барабаны
- Богдан Котов — барабаны
- Николай Остапенко — бас-гитара
- Сергей Актуш — звукорежиссёр
- Евгений Ворошилов — солист

## Дискография

### Альбомы
Альбомы в составе «Хейлон Боб»:
| 1999 — Вифлеемская звезда |
| --- |
| 1. Вифлеемская Звезда 2. Зима 3. Почтальон 4. Кто-то там 5. Она 6. В Дом 7. Типа Того 8. Ни кому 9. Рыба Без Глаз 10. Бибигуль 11. Черная Птица 12. Детские Пальцы |

Альбомы в составе «Znaki»:
| 2007 — Наизнанку |
| --- |
| 1. Мама 2. Побежали 3. Полли 4. Бандиты 5. Фея 6. Стрелки 7. Беспокойство 8. Город 9. Информер 10. Ольга 11. Кома 12. Золото 13. Негодяи 14. Иди домой |

| 2012 — 100 триллионов |
| --- |
| 1. В её обманутых органах 2. В разных сумках 3. 3200 4. На заре мироздания 5. Дастиш-Фантастиш 6. Человеки 7. Сон 8. Неубиваемый 9. Дым и Ты и Я 10. 100 триллионов 11. Сундук 12. На поверхности солнца 13. Телефонистки |

| 2013 — Добро пожаловать в Мой Мир |
| --- |
| 1. Добро пожаловать в мой мир (Я падаю) 2. Всё напрасно 3. Синие 4. Феншуй 5. Моё солнце 6. Скорая 7. Положение 8. Причем тут финики? 9. Абсурд (feat. Конец Фильма) 10. Если 11. Верь мне 12. Долго и счастливо |

| 2015 — Покруче Фантастики |
| --- |
| 1. Фантастика 2. Душа с пистолетом 3. Сестра моя — вода 4. Небо 5. Планы 6. Один человек 7. Вера 8. Предмет 9. 100 рублей 10. Турист 11. На белом коне (cover Монгол Шуудан) 12. Радуга (cover Монгол Шуудан) |

| 2017 — Пазлы |
| --- |
| 1. Пазлы 2. Спят 3. Здравствуй, бог 4. Потеряно всё 5. С такими друзьями 6. Не сомневаемся 7. Дома я чужой 8. Голоса 9. Бонсай 10. Ты и без меня справишься 11. Я тоже когда-то наверное жил 12. Не поймают |

| 2019 — Видеть больше |
| --- |
| 1. Разнообразно 2. Странник 3. Повезёт 4. Видеть больше 5. Закрой глаза 6. Не туда 7. Обалдуй 8. В моей голове 9. Ну что ж 10. Я ненавижу 11. Мелом |

### Синглы
- 2007 (сентябрь) — «Солнце»
- 2007 (декабрь) — «Телефонистки»
- 2009 (март) — «100 триллионов»
- 2018 (октябрь) — «Повезёт»

### Видеоклипы
- 2005 — «Полли»
- 2006 — «Стрелки»
- 2007 — «Мама»
- 2013 — «Человеки»
- 2016 — «Планы»

## «Потомучто»
В 2010 году Алексей Юзленко параллельно группе «Znaki» основал группу «Потомучто».

«Я создал новый проект „ПОТОМУЧТО“ с совсем другими песнями и на свой вкус. Там будут композиции, которые мне близки. Я не иду ни с кем на компромисс и ни от кого не завишу — делаю там все так, как нравится мне».— Алексей Юзленко
Состав «Потомучто»:
- Алексей Юзленко — вокал, гитара
- Олег Борисов — гитара
- Дмитрий Пронин — бас-гитара
- Евгений Рыбаков — барабаны
- Михаил Гераськов — директор

Бывшие участники:
- Денис Бургазлиев — гитара

## Дискография «Потомучто»
| 2011 — Таблеткавнутри |
| --- |
| 1. Долго и счастливо 2. Я здесь 3. Меня вообще не бывает 4. Я сожалею 5. Орел или решка 6. В день когда меня не стало 7. Не возвращаются 8. Мой любимый цветок 9. Река 10. Не очень хорошо 11. Дама с собакой 12. Прости |

| 2014 — Время |
| --- |
| 1. Каждый день плюс одна 2. Полнолуние 3. Копатель 4. Колдун 5. Мойдодырка 6. Бально-танцевательный кружок 7. Супергерои 8. Когда я сплю 9. Я хочу домой 10. У меня одна беда 11. Смотри внимательно 12. Время |

| 2015 — 2 или 3 |
| --- |
| 1. Моя подруга 2. Путешествие 3. Похмелье 4. Страшно 5. Не повезло 6. Качок 7. Да ну его 8. Огонек 9. Я больше не верю 10. Дедушка мороз 11. Героин 12. Луна |

| 2016 — Мертвых тоже убивают |
| --- |
| 1. Я за 2. Нудистки 3. Алкоголик 4. Финский залив 5. Машина 6. Снотворное 7. Силикон 8. Сбербанк 9. Чихнул 10. День Рождения Смерти 11. Мертвых тоже убивают 12. Феромон |

| 2018 — Число пи |
| --- |
| 1. Мертвых тоже убивают 2. Снотворное 3. Сбербанк 4. Феромон 5. День Рождения Смерти 6. Чихнул 7. Машина 8. Потерянные люди 9. Алкоголик 10. Финский залив 11. Измайлово-Купчино 12. Звездочёт |

| 2019 — Пустота |
| --- |
| 1. Ничего не остаётся 2. Через сто лет 3. Давай с нами 4. И чо 5. Алкоголь, здравствуй 6. По идее такие как ты 7. С днём рождения 8. Нам живых пугать нельзя 9. Меня никто не видит 10. Оборотни 11. Если завелась подруга 12. Пять минут |

| 2021 — Жизнь и смерть |
| --- |
| 1. Жизнь и смерть 2. Психотерапевты 3. Наказание 4. Четыре привидения 5. Душа 6. Вот, что я хотел бы 7. Автобус 8. Я еду домой 9. Три духа 10. Хранитель 11. Ля-ля |

| 2024 — Менжиеза |
| --- |
| 1. Интро 2. Менжиеза 3. Мой город 4. Созвездие алкаша 5. Шнопак 6. Они рядом 7. Алёша, я Ваша 8. Тайная встреча 9. По-настоящему 10. Олег 11. Бродит по комнате |